# Rehkopf (Rothaargebirge)
Der Rehkopf nahe Brilon-Wald im nordrhein-westfälischen Hochsauerlandkreis ist eine 675,1 m ü. NHN hohe Erhebung des Höhenzugs Schellhorn im Rothaargebirge.

## Geographie

### Lage
Der im Sauerland befindliche Rehkopf liegt im Nordostteil des Rothaargebirges und bildet die Norderhebung des Schellhorns, einem im Großen Kluskopf bis 760 m hohen Höhenzug zwischen der Hoppecke im Osten und deren Zufluss Schmalah im Westen; nach Süden leitet die Landschaft über den Großen Kluskopf zum Hoppernkopf (805 m) über. Im Süden des Stadtgebiets von Brilon befindet er sich rund 2 km südlich von Brilon-Wald und etwa 4 km nordwestlich des Kernorts von Willingen, das im benachbarten Landkreis Waldeck-Frankenberg in Nordhessen liegt. Sein Gipfel erhebt sich etwa 1 km südsüdwestlich der Mündung der Schmalah in die Hoppecke.
Auf dem Rehkopf liegen Teile des Landschaftsschutzgebiets Hoppecke-Diemel-Bergland (Landschaftstyp A) (CDDA-Nr. 345020; 1989 ausgewiesen; 78,03 km² groß).

### Naturräumliche Zuordnung
Der Rehkopf gehört in der naturräumlichen Haupteinheitengruppe Süderbergland (Nr. 33), in der Haupteinheit Rothaargebirge (mit Hochsauerland) (333) und in der Untereinheit Hochsauerländer Schluchtgebirge (333.8) zum Naturraum Schellhorn- und Treiswald (333.82); sein Nordhang fällt in den Naturraum Habuch (333.83) ab.

### Berghöhe
Topographischen Karten sind in der Umgebung des 675,1 m (Nordkuppe) hohen Rehkopfgipfels weitere Höhen zu entnehmen. Die Deutsche Grundkarte von 2011 gibt den Rehkopf mit 674,7 m an und verzeichnet noch 674,2 m für eine Südkuppe und 671,3 m für die Scharte zwischen beiden knapp 100 m voneinander entfernten Kuppen.

## Verkehr und Wandern
Östlich vorbei am Rehkopf verläuft im Tal der Hoppecke von Brilon-Wald nach Willingen die Bundesstraße 251 und die Uplandbahn und nördlich und nordwestlich die von der B 251 abzweigende und anfangs entlang der Schmalah nach Elleringhausen führende Landesstraße 743. Am und auf den Rehkopf verlaufen mehrere Waldwege und -pfade.